# Emanuele Zonzini
Emanuele Zonzini (ur. 17 lutego 1994 roku) – sanmaryński kierowca wyścigowy.

## Życiorys

### Formuła Abarth
Emanuele karierę w wyścigach samochodowych rozpoczął w 2011 roku, debiutując w Formule Abarth. Reprezentując ekipę Euronova Racing by Fortec, zmagania zakończył odpowiednio na 12. i 13. lokacie. We włoskiej edycji ośmiokrotnie sięgał po punkty, najlepszą pozycję osiągając podczas drugiego wyścigu, na torze Imola, gdzie był czwarty. W europejskim cyklu z kolei pięciokrotnie dojeżdżał na premiowanych punktami miejscach, stając na najniższym stopniu podium, podczas pierwszego startu na torze Circuit de Catalunya.
W drugim sezonie startów ponownie ścigał się we włoskiej stajni. W obu klasyfikacjach uplasował się na wysokich pozycjach, zajmując odpowiednio 5. i 3. pozycje. We włoskiej dziewięciokrotnie stawał na podium, odnosząc przy tym jedno zwycięstwo, na torze imienia Enzo Ferrari. W europejskiej ośmiokrotnie plasował się w pierwszej trójce i tu także pierwsze zwycięstwo odnotował na Imoli. Pod koniec roku wziął udział w dwóch ostatnich eliminacjach sezonu Formuły Renault 2.0 Alps. Startując w hiszpańskim zespole AV Formula, dojeżdżał jednak poza punktowaną dziesiątką.

### Seria GP3
Na sezon Seria GP3 - sezon 2013 podpisał kontrakt z włoską ekipą Trident Racing, którą reprezentuje w Serii GP3. W żadnym z szesnastu wyścigów, w których wystartował, nie zdołał zdobyć punktów. Został sklasyfikowany na 25 pozycji w klasyfikacji końcowej.

## Wyniki

### GP3
| Legenda oznaczeń w tabelach wyników Wyświetl szablon na nowej stronie | Legenda oznaczeń w tabelach wyników Wyświetl szablon na nowej stronie                                                                     |
| Oznaczenie                                                            | Wyjaśnienie |
| --------------------------------------------------------------------- | --- |
| Złoty                                                                 | Zwycięzca lub mistrzostwo |
| Srebrny                                                               | 2. miejsce lub wicemistrzostwo |
| Brązowy                                                               | 3. miejsce lub II wicemistrzostwo |
| Zielony                                                               | Ukończył, punktował (w klasyfikacji generalnej, gdy zdobył co najmniej jeden punkt na przestrzeni sezonu, poza trzema powyższymi opcjami) |
| Niebieski                                                             | Ukończył, nie punktował (w klasyfikacji generalnej, gdy nie zdobył co najmniej jednego punktu na przestrzeni sezonu)                      |
| Czerwony                                                              | Nie zakwalifikował się (NZ) |
| Czerwony                                                              | Nie prekwalifikował się (NPK) |
| Różowy                                                                | Nie ukończył (NU) |
| Różowy                                                                | Niesklasyfikowany (NS) (w klasyfikacji generalnej, gdy nie został sklasyfikowany w żadnym wyścigu sezonu)                                 |
| Czarny                                                                | Zdyskwalifikowany (DK) |
| Czarny                                                                | Wykluczony (WYK/EX) |
| Biały                                                                 | Nie wystartował (NW) |
| Biały                                                                 | Kontuzjowany (K/INJ) |
| Biały                                                                 | Wyścig odwołany (OD/C) |
| Bez koloru                                                            | Został wycofany (WYC/WD) |
| Bez koloru                                                            | Nie przybył (NP/DNA) |
| Bez koloru                                                            | Nie brał udziału w treningach (NT/DNP) |
| Bez koloru                                                            | Nie został zgłoszony (–) |
| Pogrubienie                                                           | Start z pole position |
| Kursywa                                                               | Najszybsze okrążenie wyścigu |
| †                                                                     | Nie ukończył, ale jego rezultat został zaliczony ze względu na przejechanie więcej niż 90% dystansu wyścigu.                              |
| *                                                                     | Sezon w trakcie |
| 1/2/3                                                                 | Punktowana pozycja w sprincie kwalifikacyjnym                                                                                             |
| Lista systemów punktacji Formuły 1                                    | |

| Rok  | Zespół         | Wyniki w poszczególnych eliminacjach | Wyniki w poszczególnych eliminacjach | Wyniki w poszczególnych eliminacjach | Wyniki w poszczególnych eliminacjach | Wyniki w poszczególnych eliminacjach | Wyniki w poszczególnych eliminacjach | Wyniki w poszczególnych eliminacjach | Wyniki w poszczególnych eliminacjach | Wyniki w poszczególnych eliminacjach | Wyniki w poszczególnych eliminacjach | Wyniki w poszczególnych eliminacjach | Wyniki w poszczególnych eliminacjach | Wyniki w poszczególnych eliminacjach | Wyniki w poszczególnych eliminacjach | Wyniki w poszczególnych eliminacjach | Wyniki w poszczególnych eliminacjach | Punkty | Pozycja |
| ---- | -------------- | ------------------------------------ | ------------------------------------ | ------------------------------------ | ------------------------------------ | ------------------------------------ | ------------------------------------ | ------------------------------------ | ------------------------------------ | ------------------------------------ | ------------------------------------ | ------------------------------------ | ------------------------------------ | ------------------------------------ | ------------------------------------ | ------------------------------------ | ------------------------------------ | ------ | ------- |
| 2013 | Trident Racing | ESP                                  | ESP                                  | VAL                                  | VAL                                  | GBR                                  | GBR                                  | DEU                                  | DEU                                  | HUN                                  | HUN                                  | BEL                                  | BEL                                  | ITA                                  | ITA                                  | ARE                                  | ARE                                  | 0      | 25      |
| 2013 | Trident Racing | 17                                   | NU                                   | 16                                   | 14                                   | 19                                   | NU                                   | 15                                   | 12                                   | NU                                   | NU                                   | NU                                   | 23                                   | 14                                   | 14                                   | 14                                   | 14                                   | 0      | 25      |

### Podsumowanie
| Sezon | Seria                        | Zespół                    | Wyścigi | Zwycięstwa | PP | NO | Podium | Punkty | Pozycja |
| ----- | ---------------------------- | ------------------------- | ------- | ---------- | -- | -- | ------ | ------ | ------- |
| 2011  | Włoska Formuła Abarth        | Euronova Racing by Fortec | 14      | 0          | 0  | 0  | 0      | 34     | 12      |
| 2011  | Formuła Abarth               | Euronova Racing by Fortec | 10      | 0          | 0  | 0  | 1      | 23     | 13      |
| 2012  | Włoska Formuła Abarth        | Euronova Racing by Fortec | 24      | 1          | 0  | 0  | 8      | 200    | 5       |
| 2012  | Formuła Abarth               | Euronova Racing by Fortec | 18      | 1          | 0  | 1  | 7      | 160    | 3       |
| 2012  | Alpejska Formuła Renault 2.0 | AV Formula                | 4       | 0          | 0  | 0  | 0      | 0      | 30      |
| 2013  | Seria GP3                    | Trident Racing            | 16      | 0          | 0  | 0  | 0      | 0      | 25      |